# Siikajärvi (sjö i Finland, Kajanaland, lat 64,52, long 29,30)
Siikajärvi är en sjö i Finland. Den ligger i kommunen Hyrynsalmi i landskapet Kajanaland, i den centrala delen av landet, 500 km norr om huvudstaden Helsingfors. Siikajärvi ligger 187 meter över havet. Arean är 20,4 hektar och strandlinjen är 2,68 kilometer lång. Sjön  ingår i Uleälvens huvudavrinningsområde. 